# Willie Wood
William Vernell Wood Sr. (Washington D. C., 23 de diciembre de 1936-ibíd., 3 de febrero de 2020) fue un jugador de los Green Bay Packers, que jugó en la posición de profundo en la NFL. Ingresó al salón de la fama de la NFL el año 1989.

## Estadísticas de la carrera
| Estadísticas de su carrera en la NFL |        |                |        |     |
| Green Bay Packers                    |        |                |        |     |
| Año                                  | Juegos | Intercepciones | Yardas | TDs |
| 1960                                 | 12     | 0              | 0      | 0   |
| 1961                                 | 14     | 5              | 52     | 0   |
| 1962                                 | 14     | 9              | 132    | 0   |
| 1963                                 | 14     | 5              | 67     | 0   |
| 1964                                 | 14     | 3              | 73     | 1   |
| 1965                                 | 14     | 6              | 65     | 0   |
| 1966                                 | 14     | 3              | 38     | 1   |
| 1967                                 | 14     | 4              | 60     | 0   |
| 1968                                 | 14     | 2              | 54     | 0   |
| 1969                                 | 14     | 3              | 40     | 0   |
| 1970                                 | 14     | 7              | 110    | 0   |
| 1971                                 | 14     | 1              | 8      | 0   |
| Totals                               | 166    | 48             | 699    | 2   |